# Раду, Сильвия Васильевна
Сильвия Васильевна Раду (рум. Silvia Radu; род. 27 февраля 1972, Котовск, Котовский район, Молдавская ССР, СССР) — независимый кандидат на пост Президента Республики Молдова на выборах 2016 года. Президент «Gas Natural Fenosa Moldova» с апреля 2008 по декабрь 2015 года. Исполняющая обязанности генерального примара (мэра) муниципия Кишинёв с 6 ноября 2017 по 25 апреля 2018 года. Министр здравоохранения, труда и социальной защиты Республики Молдова с 25 сентября 2018 по 8 июня 2019 года.
Сильвия Раду имеет следующие дипломы: Юриспруденция, Иностранные языки и Международные отношения. Сильвия Раду начала свою профессиональную деятельность в сфере энергетики в 1997 году, работая секретарём правления и генеральным секретарём предприятия «Retele Electrice de Distribuie Chisinau S.A.», «Retele Electrice de Distribuie Chisinau — Centru S.A.» и «Retele Electrice de Distribuie Chisinau — Sud S.A.».
Позднее Раду возглавила в должности корпоративного директора консолидированное предприятие, объединившее три вышеназванные компании. Со временем Сильвия Раду становится вице-президентом и, в 2008 году, — президентом «Gas Natural Fenosa Moldova».
Сильвия Раду играла ключевую роль в анти-коррупционной деятельности компании «Gas Natural Fenosa Moldova» и всегда придерживалась принципа прозрачности, как единственно верного метода работы.
Во время катастрофы 2007 года, когда вследствие обледенения тысячи столбов электропередач (включая высоковольтные) были повреждены, в результате чего более 400 000 хозяйств были отключены от электричества, Раду организовала восстановительные работы и оперативно урегулировала ситуацию. Были задействованы и госрезервы, было организовано производство столбов для линий электропередач, была задействована армия, и к Рождеству электроснабжение было восстановлено.
Сильвия Раду является одним из учредителей «Ассоциации женщин-предпринимателей Молдовы» (AFAM), также являясь членом правления этой организации. Также, Раду была избрана председателем правления «Ассоциации европейского бизнеса Молдовы» (EBA Moldova).

## Биография
Сильвия Раду родилась в семье Кочу (рум. Cociu) в 1972 году в городе Котовск (ныне Хынчешты). Родители: Василий Кочу (р. 1949), учитель румынского языка, и Вера Кочу (р. 1950), урождённая Пысларь, сельхоз-инженер в совхозе Хынчешть. Дед и бабушка Сильвии Раду со стороны отца, а также её отец, были депортированы в Сибирь в 1949 году и вернулись в Хынчешты в 1955 году.
В школьные годы Сильвия изучала русский и английский языки. Отличное знание английского языка обусловило участие Сильвии в общенациональной языковой Олимпиаде в Бэлц, где она представляла Хынчешты.
Сильвия Раду изучала иностранные языки (1988—1993) и экономическое право (1998—2000) в Государственном университете Молдавии, и, позднее, обучалась в Академии публичного управления при Правительстве Молдовы (1995—1997), а также получила степень «Высший менеджмент» (Advanced Management) в Наваррской Бизнес-Школе (Business School of Navarra (IESE)) в Барселоне, где она также была избрана президентом класса.
Сильвия Раду начала свою профессиональную деятельность в 1995 году как преподаватель испанского языка в Молдавском государственном университете, после чего поступила на госслужбу в отдел международных отношений департамента энергетики и энергоресурсов Республики Молдова. Через год Сильвия Раду была назначена главой данного отдела, а с 1999 по 2000 год работает в государственной электрической транспортной компании «Moldtranselectro», после чего принимает решение перейти в частный сектор.
В компании «Gas Natural Fenosa Moldova» Сильвия Раду обеспечила организацию ясной и прозрачной системы взаимодействия с государством и со всеми партнёрами. Сильвия продвигала политику открытости в отношениях и с клиентами («День открытых дверей» еженедельно); и также обеспечивала внедрение принципов гендерного равенства на рабочем месте, таким образом, например, 50 % членов Правления компании были женщинами. Под её руководством были инициированы и внедрены также многие социальные проекты, включая программу наставничества для молодых специалистов, новейшие технологии обучения, программу социального включения людей с ограниченными возможностями. Сильвия Раду также внедряла программы повышения энергоэффективности.
6 ноября 2017 года была назначена исполняющей обязанности генерального примара Кишинёва.
18 сентября 2018 года предложена председателем Демократической партии Молдовы Владимиром Плахотнюком на должность министра здравоохранения, труда и социальной защиты. Президент Республики Молдова Игорь Додон выступил против её кандидатуры. В связи с этим Конституционный суд Республики Молдова временно отстранил Додона от должности президента за его отказ исполнять свои конституционные обязательства. 25 сентября 2018 года Сильвия Раду стала министром, отдав присягу председателю Парламента Андриану Канду.

## Личная жизнь
9 мая 1992 года Сильвия Кочу вышла замуж за Верджилиу Раду, который тогда был студентом на факультете иностранных языков, и взяла фамилию супруга. Супруг Сильвии Раду имеет два высших образования: экономическое и в сфере иностранных языков. Сильвия и Верджилиу впервые встретились в возрасте 16 лет, будучи студентами. У них есть сын 23 лет и две дочери: 8 и 3 года (на 2016 г.).

## Разное
- Во время работы на компанию «Gas Natural Fenosa» Сильвия Раду постоянно боролась за то, чтоб инвестор не уходил из Молдовы (в соответствии с Соглашением о Приватизации с Правительством Р. Молдова), наилучшим образом обеспечивая защиту как инвестиций, так и интересов клиентов.
- Владеет пятью языками: румынским, русским, английским, испанским и итальянским.
- Является почётным консулом Королевства Испания в Молдове.

## Искусство
Так как Сильвия особо увлечена творчеством молдавских художников, она всем сердцем поддерживает и продвигает их искусство. Она инициирует и поддерживает выставки работ молдавских художников, скульпторов, керамистов.